# Hermann Albert Leopold Morgen
Hermann Albert Leopold Morgen (* 24. Dezember 1810 in Tilsit (Ostpreußen); † 23. April 1884 in Neiße) war preußischer Generalmajor und zuletzt Direktor der Artilleriewerkstatt in Neiße.

## Leben

### Herkunft
Seine Eltern waren der Pfarrer Gottfried Samuel Morgen und dessen Ehefrau Juliane Wilhelmine Philippine Steinberg (* 1784; † 5. April 1832).

### Werdegang
Er erhielt seine schulische Bildung auf dem Gymnasium in Tilsit. Nach seinem Abschluss ging er am 1. Juni 1828 in die 1. Artillerie-Brigade. Dort wurde er am 17. Dezember 1831 zum Portepeefähnrich ernannt und vom 1. Oktober 1832 bis zum 30. September 1834 in die Vereinigte Artillerie- und Ingenieurschule abkommandiert. In dieser Zeit wurde er am 10. Oktober 1833 als Seconde-Lieutenant aggregiert und dann nach seiner Rückkehr am 20. Dezember 1834 als Artillerieoffizier einrangiert. Anschließend wurde er verschiedentlich abkommandiert, so war er vom 1. April 1838 bis zum 31. März 1840 am Gewerbeinstitut in Berlin und ab 1. Dezember 1843 bei der Gewehr-Revisionskommission in Danzig. Dort wurde er am 12. November 1844 zum Premier-Lieutenant befördert, bevor er am 9. März 1848 als Mitglied der Gewehr-Revisionskommission nach Neiße kam. Er blieb dort bis zum 2. August 1849, als er wieder von seinem Kommando entbunden wurde.
Nach seiner Rückkehr ins Regiment stieg er dort am 30. Juni 1852 zum Hauptmann und am 1. Oktober 1852 zum Batteriechef auf. Aber am 14. Dezember 1854 versetzte man ihn als Chef der Handwerker-Kompanie in das 2. Artillerieregiments. Von dort kam er am 4. Juni 1857 als Direktor des Artilleriewerkstatt nach Neiße und wurde à la suite des 5. Artillerieregiments gestellt. Am 29. Juni 1859 zum Major ohne Patent befördert, das erhielt er am 14. Juli 1860 mit Datum zum 14. Juni 1859. Er wurde am 25. Juni 1864 Oberstleutnant und dazu wieder à la suite des 5. Artillerieregiments gestellt. Er erhielt am 14. Juni 1865 den Roten Adlerorden 4. Klasse und am 20. September 1866 den Charakter als Oberst. Zu seinem Gehalt von 1300 Talern bekam er ab 13. September 1865 noch einen jährlichen Zuschuss von 600 Talern und am 8. Januar 1867 dann das Patent als Oberst. Am 9. März 1871 erhielt er dann seinen Abschied mit dem Charakter als Generalmajor und Pension. Er starb am 23. April 1884 in Neiße.

### Familie
Morgen heiratete am 13. Mai 1845 in Danzig Sophie Dorothea Mallison (* 18. November 1820; † 8. Januar 1891), eine Tochter des Gutsbesitzers und Besitzer eines Kupferhammers George Mallison. Das Paar hatte mehrere Kinder:
- Johann Friedrich (Fritz) (* 11. Mai 1848; † 25. Mai 1936), Major a. D., Ritter des Eisernes Kreuz 2. Klasse
- Georg (* 16. Mai 1849), Seeoffizier, gefallen im Kamerun
- Robert Viktor (* 18. Juli 1853; † 15. März 1886), Premier-Lieutenant
- Anna (* 24. März 1856)
- Käthe (* 16. Mai 1857; † 28. Dezember 1934)
- Curt (* 1. November 1858; † 15. Februar 1928), General der Infanterie, 1904 nobilitiert
- Margarethe (* 1. November 1860; † 13. Februar 1936)
- Paul (* 26. Januar 1865; † 25. Februar 1915), gefallen bei Prasznycz, Major und Kommandeur Reserve-Infanterie-Regiment Nr. 5